# You Won't Forget About Me
Singles par Dannii Minogue
Don't Wanna Lose This Feeling
(2003) Perfection
(2005)
Pistes de The Hits and Beyond
This Is It Baby Love
You Won't Forget About Me est une chanson de la chanteuse australienne Dannii Minogue, sorti en automne 2004. Extrait des albums The Hits and Beyond et Club Disco de Dannii, la chanson a été écrite par Andrea Jeannine, Steph Mazzacani, Hannah Robinson, Dannii Minogue, Bruce Elliott-Smith et produit par Flower Power.

## Formats et liste des pistes
Voici la liste des différents formats et liste de pistes du single You Won't Forget About Me. 
 Australie CD single

(5046762072; Released in 2004)
1. "You Won't Forget About Me" (Vocal radio edit) - 3:46
2. "You Won't Forget About Me" (LMC Extended vocal mix) - 6:56
3. "You Won't Forget About Me" (Original Extended vocal mix) - 6:33
4. "Flower Power" (Original Instrumental) - 6:39
5. "You Won't Forget About Me" (Afterlife Lounge mix) - 5:31

 Royaume-Uni CD single #1

(CDGLOBE379; Released on October 25, 2004)
1. "You Won't Forget About Me" (Radio edit) - 3:45
2. "You Won't Forget About Me" (LMC remix) - 6:58
3. "You Won't Forget About Me" (Afterlife remix) - 5:34
4. "You Won't Forget About Me" (Basscore remix) - 6:14
5. "Flower Power" (Original Instrumental) - 6:39
6. "You Won't Forget About Me" (Kenny Hayes remix) - 8:09
7. "You Won't Forget About Me" music video

 Royaume-Uni CD single #2

(CXGLOBE379; Released on October 25, 2004)
1. "You Won't Forget About Me" (Radio edit) - 3:45
2. "Flower Power" (Original Instrumental) - 6:39

 Espagne CD single

(VLCDMX 1688-4; Released in 2004)
1. "You Won't Forget About Me" (LMC Extended Vocal Mix) - 6:56
2. "You Won't Forget About Me" (Original Extended Vocal Mix) - 6:33
3. "Flower Power" (Club mix) - 6:39
4. "Flower Power" (Dub mix) - 6:35
5. "Flower Power" (Vocal Radio Edit) - 3:46

 Grèce CD Enhanced single

(5-204958-109029; Released in 2004)
1. "You Won't Forget About Me" (Radio edit) - 3:45
2. "You Won't Forget About Me" (LMC Extended Vocal Mix) - 6:58
3. "You Won't Forget About Me" (Original Extended Vocal Mix) - 6:33
4. "You Won't Forget About Me" (Original Extended Instrumental) - 6:33
5. "You Won't Forget About Me" (Enhanced Video)

 Royaume-Uni 12" vinyl single

(12GLOBE379; Released on October 25, 2004)
1. "You Won't Forget About Me" (LMC remix) - 6:58
2. "You Won't Forget About Me" (Afterlife remix) - 5:34
3. "Flower Power" (Original Instrumental) - 6:39
4. "You Won't Forget About Me" (Mike Di Scala remix) - 3:42

 États-Unis 12" vinyle single

(UL1262-6; Released in 2004)
1. "You Won't Forget About Me" (Original extended vocal mix) - 6:33
2. "You Won't Forget About Me" (LMC extended vocal mix) - 6:56
3. "Flower Power" (Club mix) - 6:39
4. "Flower Power" (Dub mix) - 6:35

## Classement par pays
| Classement (2004)                   | Meilleure position |
| ----------------------------------- | ------------------ |
| Australie Classement single         | 20                 |
| Finlande Classement single          | 7                  |
| France Classement single            | 55                 |
| Irlande Classement single           | 22                 |
| Italie Classement single            | 12                 |
| Russie Classement single            | 40                 |
| Écosse Classement single            | 2                  |
| Royaume-Uni Classement single       | 7                  |
| Royaume-Uni Classement single dance | 1                  |

## Crédits et personnels
Voici la liste des personnes ayant contribué à You Won't Forget About Me :
- Dannii Minogue - chanteuse
- Hannah Robinson - backing vocals
- Ross Cullum - enregistrement vocal
- Mr Oxx, Andrea Jeannin - mixage audio, production
- Sean McMenomy - photographe